# Lista de ganhadores do Prêmio Nobel afiliados à Universidade de Oxford

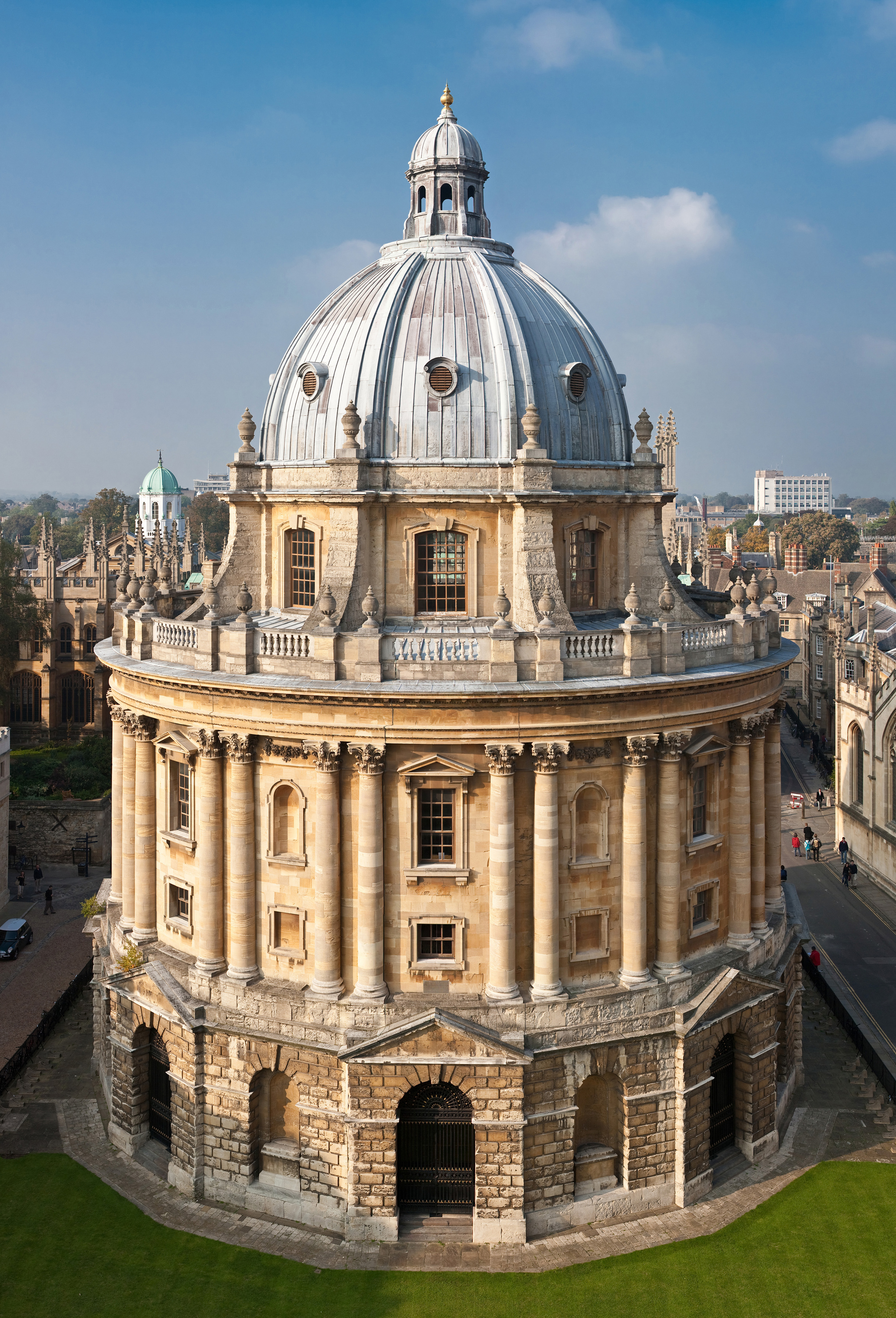
A Câmara Radcliffe da Universidade de Oxford. Em outubro de 2020, 72 ganhadores do Nobel eram afiliados a Oxford.

Esta lista de ganhadores do Prêmio Nobel afiliados à Universidade de Oxford mostra de forma abrangente os ex-alunos, membros do corpo docente e pesquisadores da Universidade de Oxford que receberam o Prêmio Nobel ou o Prêmio Nobel Memorial em Ciências Econômicas. Os Prêmios Nobel, estabelecidos pelo testamento de Alfred Nobel em 1895, são concedidos a indivíduos que fazem contribuições notáveis nas áreas de Química, Literatura, Paz, Física e Fisiologia ou Medicina. Um prêmio associado, o Prêmio Sveriges Riksbank em Ciências Econômicas em Memória de Alfred Nobel (comumente conhecido como Prêmio Nobel de Economia), foi instituído pelo banco central da Suécia, Sveriges Riksbank, em 1968 e concedido pela primeira vez em 1969.
Em outubro de 2020, 72 ganhadores do Prêmio Nobel eram afiliados à Universidade de Oxford, e 54 deles estão oficialmente listados como "vencedores do Prêmio Nobel de Oxford" pela universidade. Entre os 72 laureados, 53 são ganhadores do Prêmio Nobel em ciências naturais; 30 são ex-alunos de Oxford (graduados e participantes) e 20 são membros acadêmicos de longa data do corpo docente da universidade ou organizações de pesquisa afiliadas a Oxford; e no que diz respeito à matéria, 19 laureados ganharam o Prêmio Nobel de Química e de Fisiologia ou Medicina, respectivamente, mais do que qualquer outra matéria. Em particular, Linus Pauling recebeu dois prêmios Nobel: ele ganhou o Prêmio Nobel de Química em 1954 e o Prêmio Nobel da Paz em 1962; por se tratar de uma lista de laureados, não de prêmios, ele é contado apenas uma vez.

## Critérios de inclusão

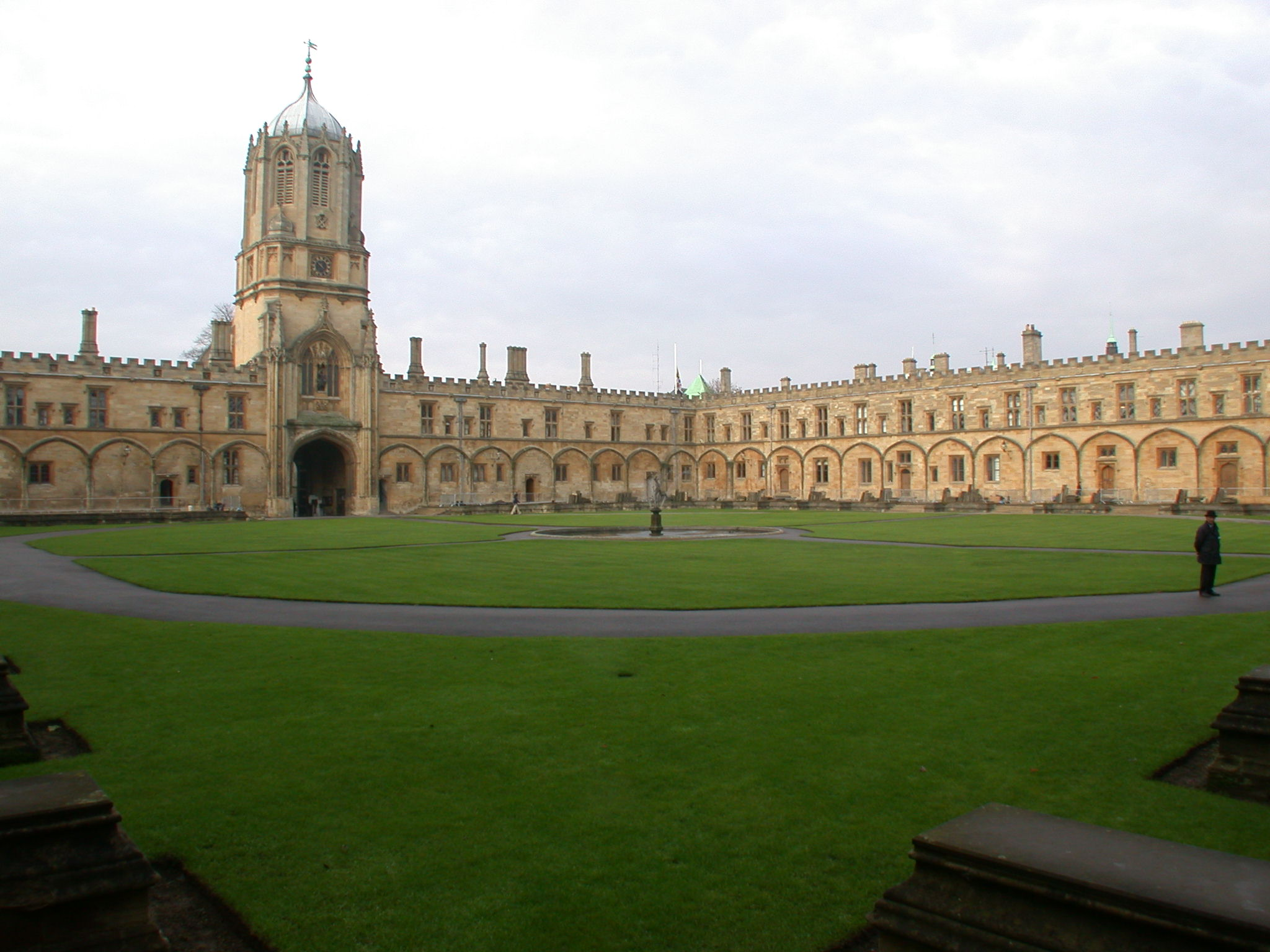
O quadrângulo de Christ Church College em Oxford.

As afiliações universitárias nesta lista são todas afiliações acadêmicas oficiais, como programas de graduação e empregos acadêmicos oficiais. Afiliações não acadêmicas, como comitês consultivos e funcionários administrativos, são geralmente excluídas. As afiliações acadêmicas oficiais se enquadram em três categorias: 1) Ex-alunos (graduados e participantes), 2) Equipe acadêmica de longo prazo e 3) Equipe acadêmica de curto prazo. Graduados são definidos como aqueles que possuem bacharelado, mestrado, doutorado ou graus equivalentes pela Universidade de Oxford, enquanto participantes são aqueles que se matricularam formalmente em um programa de graduação em Oxford, mas não concluíram o programa; assim, diplomas honorários, diplomas póstumos, participantes de verão, alunos de intercâmbio e alunos de auditoria são excluídos. A categoria de "Pessoal Acadêmico de Longo Prazo" consiste em estabilidade e cargos acadêmicos equivalentes, enquanto a de "Pessoal Acadêmico de Curto Prazo" consiste em professores (sem estabilidade), pesquisadores de pós-doutorado (pós-doutorandos), professores/bolsistas visitantes (visitantes) e posições acadêmicas equivalentes. Na Universidade de Oxford, o título acadêmico específico determina apenas o tipo de afiliação, independentemente do tempo real em que o cargo foi ocupado pelo laureado.

## Resumo
Todos os tipos de afiliações, nomeadamente ex-alunos, docentes de longa e curta duração, contam igualmente na tabela seguinte e em toda a página.
Na lista a seguir, o número após o nome de uma pessoa é o ano em que ela recebeu o prêmio; em particular, um número com asterisco (*) significa que a pessoa recebeu o prêmio enquanto trabalhava na Universidade de Oxford (incluindo funcionários eméritos). Um nome sublinhado indica que essa pessoa já foi listada em uma categoria anterior (ou seja, várias afiliações).
| Categoria                   | Ex-alunos | Pessoal acadêmico de longo prazo | Pessoal acadêmico de curto prazo |
| --------------------------- | --- | --- | --- |
| Total: 72                   | 30 | 20 | 34 |
| Física (15)                 | 1. John M. Kosterlitz - 2016 2. Anthony Leggett - 2003 3. Martin Ryle - 1974 | 1. Roger Penrose - 2020* 2. Willis Lamb - 1955 | 1. Arthur B. McDonald - 2015 2. Frank Wilczek - 2004 3. Anthony Leggett - 2003 4. William D. Phillips - 1997 5. Norman Ramsey - 1989 6. Klaus von Klitzing - 1985 7. John van Vleck - 1977 8. Philip W. Anderson - 1977 9. Erwin Schrödinger - 1933 10. Arthur Compton - 1927 11. Albert Einstein - 1921 |
| Química (19)                | 1. M. Stanley Whittingham - 2019 2. John E. Walker - 1997 3. Dorothy Hodgkin - 1964 4. Lord Todd - 1957 5. Cyril Hinshelwood - 1956 6. John Cornforth - 1975 7. Frederick Soddy - 1921          | 1. John B. Goodenough - 2019 2. Dorothy Hodgkin - 1964* 3. Cyril Hinshelwood - 1956* 4. Robert Robinson - 1947* 5. Frederick Soddy - 1921*                                                                   | 1. Stefan Hell - 2014 2. Martin Karplus - 2013 3. Ahmed Zewail - 1999 4. Paul Crutzen - 1995 5. Rudolph Marcus - 1992 6. Jean-Marie Lehn - 1987 7. Robert Mulliken - 1966 8. Melvin Calvin - 1961 9. Linus Pauling - 1954 10. Harold Urey - 1934 11. Frederick Soddy - 1921                              |
| Fisiologia ou Medicina (19) | 1. John Gurdon - 2012 2. Oliver Smithies - 2007 3. Sydney Brenner - 2002 4. John Vane - 1982 5. Baruch Blumberg - 1976 6. John C. Eccles - 1963 7. Peter Medawar - 1960 8. Howard Florey - 1945 | 1. Peter J. Ratcliffe - 2019* 2. Paul Nurse - 2001 3. Niko Tinbergen - 1973* 4. Rodney Porter - 1972* 5. Peter Medawar - 1960 6. Hans A. Krebs - 1953 7. Ernest Chain - 1945* 8. Charles Sherrington - 1932* | 1. John Gurdon - 2012 2. Baruch Blumberg - 1976 3. Ragnar Granit - 1967 4. Konrad Bloch - 1964 5. Peter Medawar - 1960 6. Severo Ochoa - 1959 7. George Beadle - 1958 |
| Economia (9)                | 1. Michael Spence - 2001 2. Lawrence Klein - 1980 3. James Meade - 1977 4. John Hicks - 1972 | 1. Joseph Stiglitz - 2001 2. Amartya Sen - 1998 3. James Mirrlees - 1996 4. Lawrence Klein - 1980 | 1. Peter Diamond - 2010 2. Joseph Stiglitz - 2001 3. Robert Solow - 1987 4. James Meade - 1977 |
| Literatura (5)              | 1. V. S. Naipaul - 2001 2. William Golding - 1983 3. T. S. Eliot - 1948 4. John Galsworthy - 1932                                                                                               | 1. Seamus Heaney - 1995 | |
| Paz (6)                     | 1. Malala Yousafzai - 2014 2. Aung Suu Kyi - 1991 3. Lester Pearson - 1957 4. Cecil of Chelwood - 1937                                                                                          | | 1. José Ramos-Horta - 1996 2. Linus Pauling - 1962 |

## Prêmios Nobel por categoria

### Prêmios Nobel de Física
| No. | Nome                | Ano  | Afiliação com a Universidade de Oxford                                        |
| --- | ------------------- | ---- | ----------------------------------------------------------------------------- |
| 15  | Roger Penrose       | 2020 | Professor                                                                     |
| 14  | John M. Kosterlitz  | 2016 | DPhil                                                                         |
| 13  | Arthur B. McDonald  | 2015 | Visitante (2003, 2009)                                                        |
| 12  | Frank Wilczek       | 2004 | Professor visitante (primavera de 2008)                                       |
| 11  | Anthony Leggett     | 2003 | MA, DPhil; Pesquisador Associado                                              |
| 10  | William D. Phillips | 1997 | Professor visitante George Eastman (2002-2003)                                |
| 9   | Norman Ramsey       | 1989 | Professor visitante George Eastman (1973-1974); Guggenheim Fellow (1953-1954) |
| 8   | Klaus von Klitzing  | 1985 | Pesquisador visitante no Laboratório Clarendon (1975-1976)                    |
| 7   | John van Vleck      | 1977 | Professor visitante George Eastman (1961-1962)                                |
| 6   | Philip W. Anderson  | 1977 | Professor visitante George Eastman (1993-1994)                                |
| 5   | Martin Ryle         | 1974 | MA, DPhil                                                                     |
| 4   | Willis Lamb         | 1955 | Professor                                                                     |
| 3   | Erwin Schrödinger   | 1933 | Fellow de pesquisa (Fellow of Magdalen, 1933–36)                              |
| 2   | Arthur Compton      | 1927 | Professor visitante George Eastman (1934-1935)                                |
| 1   | Albert Einstein     | 1921 | Pesquisador da Christ Church (três períodos entre 1931 e 1933)                |

### Prêmios Nobel em Química
| No. | Nome                   | Ano  | Afiliação com a Universidade de Oxford                                                 |
| --- | ---------------------- | ---- | -------------------------------------------------------------------------------------- |
| 19  | M. Stanley Whittingham | 2019 | MA, DPhil                                                                              |
| 18  | John B. Goodenough     | 2019 | Professor                                                                              |
| 17  | Stefan Hell            | 2014 | Cientista Visitante, Departamento de Engenharia (1994)                                 |
| 16  | Martin Karplus         | 2013 | Pesquisador de pós-doutorado (1953-1955)                                               |
| 15  | Ahmed Zewail           | 1999 | Professor visitante (1991); Visitante Christensen, St. Catherine's College (1991-1992) |
| 14  | John E. Walker         | 1997 | MA, DPhil                                                                              |
| 13  | Paul Crutzen           | 1995 | Pesquisador de pós-doutorado no Clarendon Laboratory (1969-1971)                       |
| 12  | Rudolph Marcus         | 1992 | Professor convidado de Química Teórica e professor na University College (1975-1976)   |
| 11  | Jean-Marie Lehn        | 1987 | Professor visitante Newton Abraham (1999-2000)                                         |
| 10  | John Cornforth         | 1975 | DPhil                                                                                  |
| 9   | Robert Mulliken        | 1966 | Fulbright Scholar (1952-1954); Visitante, St. John's College (1952-1953)               |
| 8   | Dorothy Hodgkin        | 1964 | MA, DPhil; Professor                                                                   |
| 7   | Melvin Calvin          | 1961 | Professor visitante George Eastman (1967-1968)                                         |
| 6   | Lord Todd              | 1957 | DPhil                                                                                  |
| 5   | Cyril Hinshelwood      | 1956 | MA, DPhil; Professor                                                                   |
| 4   | Linus Pauling          | 1954 | Professor visitante George Eastman (1948)                                              |
| 3   | Robert Robinson        | 1947 | Professor                                                                              |
| 2   | Harold Urey            | 1934 | Professor visitante George Eastman (1956-1957)                                         |
| 1   | Frederick Soddy        | 1921 | MA; Professor; Pesquisador                                                             |

### Prêmios Nobel de Fisiologia ou Medicina
| No. | Nome                | Ano  | Afiliação com a Universidade de Oxford                                         |
| --- | ------------------- | ---- | ------------------------------------------------------------------------------ |
| 19  | Peter J. Ratcliffe  | 2019 | Professor                                                                      |
| 18  | John Gurdon         | 2012 | MA, DPhil; Palestrante                                                         |
| 17  | Oliver Smithies     | 2007 | MA, DPhil                                                                      |
| 16  | Sydney Brenner      | 2002 | DPhil                                                                          |
| 15  | Enfermeira paul     | 2001 | Professor                                                                      |
| 14  | John Vane           | 1982 | DPhil                                                                          |
| 13  | Baruch Blumberg     | 1976 | DPhil; Professor visitante George Eastman (1983-1984)                          |
| 12  | Nikolaas Tinbergen  | 1973 | Professor                                                                      |
| 11  | Rodney Porter       | 1972 | Professor                                                                      |
| 10  | Ragnar Granit       | 1967 | Pesquisador de pós-doutorado (1928) e Rockefeller Fellow (1932-1933)           |
| 9   | Konrad Bloch        | 1964 | Newton Abraham Professor (1982)                                                |
| 8   | John C. Eccles      | 1963 | DPhil                                                                          |
| 7   | Peter Medawar       | 1960 | MA; Membro do Magdalen College; Bolsista de pesquisa sênior, St John's College |
| 6   | Severo Ochoa        | 1959 | Assistente de pesquisa (1938-1941)                                             |
| 5   | George Beadle       | 1958 | George Eastman professor visitante e companheiro, Balliol College (1958-1959)  |
| 4   | Hans A. Krebs       | 1953 | Professor                                                                      |
| 3   | Howard Florey       | 1945 | MA                                                                             |
| 2   | Ernest Chain        | 1945 | Fellow da University College e conferencista em Patologia Química (1936–48)    |
| 1   | Charles Sherrington | 1932 | Professor                                                                      |

### Laureados com o Prêmio Nobel de Economia
| No. | Nome            | Ano  | Afiliação com a Universidade de Oxford                                                    |
| --- | --------------- | ---- | ----------------------------------------------------------------------------------------- |
| 9   | Peter Diamond   | 2010 | Visitante no Nuffield College (junho a setembro de 1969) e no Balliol College (1973-1974) |
| 8   | Michael Spence  | 2001 | MA                                                                                        |
| 7   | Joseph Stiglitz | 2001 | Professor; Visitante, St. Catherine's College (1973-1974)                                 |
| 6   | Amartya Sen     | 1998 | Professor                                                                                 |
| 5   | James Mirrlees  | 1996 | Professor                                                                                 |
| 4   | Robert Solow    | 1987 | professor visitante George Eastman e fellow do Balliol College (1968-1969)                |
| 3   | Lawrence Klein  | 1980 | MA; Professor                                                                             |
| 2   | James Meade     | 1977 | MA; Lectrurer                                                                             |
| 1   | John Hicks      | 1972 | MA                                                                                        |

### Prêmios Nobel de Literatura
| No. | Nome            | Ano  | George Eastman                                                                   |
| --- | --------------- | ---- | -------------------------------------------------------------------------------- |
| 5   | VS Naipaul      | 2001 | MA                                                                               |
| 4   | Seamus Heaney   | 1995 | Professor                                                                        |
| 3   | William Golding | 1983 | MA                                                                               |
| 2   | TS Eliot        | 1948 | Participante de pós-graduação no Merton College (outubro de 1914 a maio de 1915) |
| 1   | John Galsworthy | 1932 | MA                                                                               |

### Prêmios Nobel da Paz
| No. | Nome              | Ano  | George Eastman                                      |
| --- | ----------------- | ---- | --------------------------------------------------- |
| 6   | Malala Yousafzai  | 2014 | BA                                                  |
| 5   | José Ramos-Horta  | 1996 | Membro Associado Sênior, St Antony's College (1987) |
| 4   | Aung Suu Kyi      | 1991 | MA                                                  |
| 3   | Linus Pauling     | 1962 | Professor visitante George Eastman (1948)           |
| 2   | Lester Pearson    | 1957 | MA                                                  |
| 1   | Cecil de Chelwood | 1937 | MA                                                  |